# Miss France 2000
Miss France 2000, 70e élection de Miss France, s'est déroulée le 11 décembre 1999 à l'hôtel de ville de Paris. C'est la 35e fois que l'élection se tient à Paris et la 46e fois dans la région Île-de-France.
La cérémonie est diffusée en direct sur TF1 et est présentée pour la 5e année consécutive par Jean-Pierre Foucault.
Sonia Rolland, Miss Bourgogne 1999, remporte le titre et succède à Mareva Galanter, Miss France 1999 et Miss Tahiti 1998. Il s'agit de la deuxième victoire de la région Bourgogne depuis la création du concours, après celle d'Arlette Collot, élue Miss France 1964 puis destituée au profit de Jacqueline Gayraud,.

## Classement final
| Résultats        | Candidates | Concours internationaux                                    |
| ---------------- | --- | ---------------------------------------------------------- |
| Miss France 2000 | - Miss Bourgogne - Sonia Rolland | Top 10 à Miss Univers 2000 (9e place)                      |
| 1re dauphine     | - Miss Provence - Tatiana Bouguer | Non classée à Miss International 2000                      |
| 2e dauphine      | - Miss Pays du Velay – Maryline Brun | Non classée à Miss Model of the World 2000                 |
| 3e dauphine      | - Miss Rhône-Alpes – Ariane Quatrefages |                                                            |
| 4e dauphine      | - Miss Réunion – Élodie Suray |                                                            |
| Top 15           | - Miss Corse – Karine Colonna (5e dauphine) - Miss Pays de Loire - Maud Garnier (6e dauphine) - Miss Alsace – Barbara Fink - Miss Bretagne – Florence Guillou - Miss Cévennes – Sabrina Dubois - Miss Lyon – Daphnée Delarche - Miss Paris - Céline Lambert | Maud Garnier est élue Miss Globe Beauty International 2000 |

### Prix attribués
| Prix                     | Candidates                             |
| ------------------------ | -------------------------------------- |
| Prix de la Beauté Noire  | Miss Guyane - Sylvia Montoute          |
| Prix de la Courtoisie    | Miss Martinique - Axelle Negouai-Isaac |
| Prix du Costume Régional | Miss Guadeloupe - Sylvie Albina        |
| Prix de l'Élégance       | Miss Picardie - Shirley Dubreuil       |

## Ordre d'annonce des finalistes
| 1. Miss Alsace 2. Miss Bourgogne 3. Miss Bretagne 4. Miss Cévennes 5. Miss Corse 6. Miss Lyon 7. Miss Paris 8. Miss Pays de Loire 9. Miss Pays du Velay 10. Miss Provence 11. Miss Réunion 12. Miss Rhône-Alpes | 1. Miss Réunion 2. Miss Bourgogne 3. Miss Pays du Velay 4. Miss Provence 5. Miss Rhône-Alpes |

## Préparation
Le voyage de préparation des candidates a lieu en Louisiane, et notamment à la Nouvelle-Orléans. L'élection se tient à Paris, pour la 35e fois dans l'histoire du concours, et plus précisément dans les salons de l'Hôtel de ville.

## Déroulement
Les candidates ouvrent la cérémonie en costume régional, puis est diffusé leur portrait par groupe de 15 candidates, entrecoupé par la présentation du jury. Les candidates défilent ensuite en maillot de bain puis en robe de soirée. Les 12 demi-finalistes sont annoncées et défilent en robe de soirée, accompagnées de Garou, Daniel Lavoie et Patrick Fiori de la comédie musicale Notre-Dame de Paris. Elles sont ensuite interrogées par Jean-Pierre Foucault. Les 12 demi-finalistes défilent en maillot de bain, puis le top 5 est annoncé.
Johnny Hallyday et Eddy Mitchell se produisent également durant l'élection.

## Jury
| Membre | Membre                               | Notes                                       |
| ------ | ------------------------------------ | ------------------------------------------- |
|        | Christian Cabrol (président du jury) | Chirurgien cardiaque et homme politique     |
|        | Pascal Bataille                      | Animateur et producteur                     |
|        | Emmanuelle Boidron                   | Actrice                                     |
|        | Cyrielle Clair                       | Actrice                                     |
|        | Véronique de la Cruz                 | Miss France 1993                            |
|        | Mouss Diouf                          | Acteur                                      |
|        | Christophe Dominici                  | Rugbyman                                    |
|        | Laurent Fontaine                     | Animateur et producteur                     |
|        | Sophie Perin                         | Miss France 1975 et Miss International 1976 |
|        | Astrid Veillon                       | Actrice                                     |

## Candidates
| Région                 | Nom                   | Âge    | Taille | Élue à                | Résidence                 | Classement final |
| ---------------------- | --------------------- | ------ | ------ | --------------------- | ------------------------- | ---------------- |
| Miss Albigeois         | Karine Lherm          | 19 ans | 1,71 m | Lisle-sur-Tarn        | Cestayrols                |                  |
| Miss Alsace            | Barbara Fink          | 20 ans | 1,78 m | Brumath               | Brumath                   | Demi-finaliste   |
| Miss Anjou             | Laureen Bidi          | 19 ans | 1,80 m | Vern-d'Anjou          | Cholet                    |                  |
| Miss Aquitaine         | Sonia Benlloch        | 19 ans | 1,77 m | Castillon-la-Bataille | Port-Sainte-Marie         |                  |
| Miss Artois-Hainaut    | Sophie Andry          | 20 ans | 1,80 m | Valenciennes          | Béthune                   |                  |
| Miss Auvergne          | Lætitia Lautrette     | 22 ans | 1,76 m | Néris-les-Bains       | Dompierre-sur-Besbre      |                  |
| Miss Berry             | Anne Duponchel        | 19 ans | 1,75 m | Déols                 | Bourges                   |                  |
| Miss Bourgogne         | Sonia Rolland         | 18 ans | 1,78 m | Chalon-sur-Saône      | Cluny                     | Miss France 2000 |
| Miss Bretagne          | Florence Guillou      | 19 ans | 1,77 m | Plouhinec             | Saint-Brieuc              | Demi-finaliste   |
| Miss Calédonie         | Audrey Brahim         | 18 ans | 1,78 m | Nouméa                |                           |                  |
| Miss Camargue          | Audrey Marbouty       | 18 ans | 1,75 m | Vergèze               |                           |                  |
| Miss Cévennes          | Sabrina Dubois        | 18 ans | 1,81 m | Pont-Saint-Esprit     | Anduze                    | Demi-finaliste   |
| Miss Champagne-Ardenne | Candice Labbé         | 18 ans | 1,71 m | Aÿ-Champagne          | Reims                     |                  |
| Miss Comminges         | Lucie Portet          | 19 ans | 1,84 m | Montréjeau            | Lavelanet-de-Comminges    |                  |
| Miss Corse             | Karine Colonna        | 18 ans | 1,77 m | Porticcio             | Castirla                  | 5e dauphine      |
| Miss Côte d'Azur       | Olivia Elhoussine     | 19 ans | 1,73 m | Le Cannet             | La Colle-sur-Loup         |                  |
| Miss Flandre           | Aurélie Pochet        | 19 ans | 1,76 m | Dunkerque             | Auchy-les-Mines           |                  |
| Miss Franche-Comté     | Mélanie Ott           | 19 ans | 1,73 m | Morvillars            | Rigny                     |                  |
| Miss Gascogne          | Julie Vieira          | 19 ans | 1,71 m | Dax                   | Mont-de-Marsan            |                  |
| Miss Guadeloupe        | Sylvie Albina         | 18 ans | 1,76 m | Basse-Terre           | Basse-Terre               |                  |
| Miss Guyane            | Sylvia Montoute       | 18 ans | 1,74 m | Cayenne               |                           |                  |
| Miss Île-de-France     | Sophie Garcia         | 23 ans | 1,79 m | Le Chesnay            |                           |                  |
| Miss Languedoc         | Carine Balestié       | 18 ans | 1,72 m | Carnon                | Lattes                    |                  |
| Miss Loire-Forez       | Stéphanie Gros        | 23 ans | 1,81 m | Saint-Galmier         | Saint-Maurice-en-Gourgois |                  |
| Miss Lorraine          | Audrey Christophe     | 19 ans | 1,72 m | Longlaville           |                           |                  |
| Miss Lyon              | Daphnée Delarche      | 19 ans | 1,74 m | Lyon                  | Lyon                      | Demi-finaliste   |
| Miss Marche Limousin   | Lucie Magnonneau      | 20 ans | 1,75 m | Saillat-sur-Vienne    |                           |                  |
| Miss Martinique        | Axelle Negouai-Isaac  | 20 ans | 1,73 m | Fort-de-France        |                           |                  |
| Miss Midi-Pyrénées     | Sophie De Sousa       | 18 ans | 1,77 m | Toulouse              | Tournefeuille             |                  |
| Miss Normandie         | Lydie Enguehard       | 22 ans | 1,78 m | Fécamp                | Honfleur                  |                  |
| Miss Orléanais         | Hélène Schott-Simonin | 18 ans | 1,77 m | Montargis             | Meung-sur-Loire           |                  |
| Miss Paris             | Céline Lambert        | 22 ans | 1,73 m | Paris                 | Paris                     | Demi-finaliste   |
| Miss Pays de l'Ain     | Alexia Darnis         | 20 ans | 1,72 m | Ceyzériat             |                           |                  |
| Miss Pays de Loire     | Maud Garnier          | 23 ans | 1,83 m | La Ferté-Bernard      | Nantes                    | 6e dauphine      |
| Miss Pays de Savoie    | Nathalie Jacquier     | 21 ans | 1,73 m | Sevrier               | Douvaine                  |                  |
| Miss Pays du Velay     | Maryline Brun         | 20 ans | 1,78 m | Monistrol-sur-Loire   | Arsac-en-Velay            | 2e dauphine      |
| Miss Périgord          | Stéphanie Lopéra      | 21 ans | 1,70 m | Bergerac              | Périgueux                 |                  |
| Miss Picardie          | Shirley Dubreuil      | 18 ans | 1,75 m | Saint-Quentin         | Belleu                    |                  |
| Miss Poitou-Charentes  | Sabrina Chauvelin     | 19 ans | 1,75 m | Jarnac                |                           |                  |
| Miss Provence          | Tatiana Bouguer       | 22 ans | 1,71 m | Le Lavandou           | Bormes-les-Mimosas        | 1re dauphine     |
| Miss Réunion           | Élodie Surray         | 19 ans | 1,76 m | Saint-Denis           | La Possession             | 4e dauphine      |
| Miss Rhône-Alpes       | Ariane Quatrefages    | 22 ans | 1,72 m | Porcieu-Amblagnieu    | Villette-d'Anthon         | 3e dauphine      |
| Miss Touraine-Sologne  | Karine Bouvier        | 23 ans | 1,84 m | Romorantin-Lanthenay  |                           |                  |

## Observations